# Germán Coppini
Germán Coppini López-Tormos (Santander, Cantabria, 19 de noviembre de 1961 - Madrid, 24 de diciembre de 2013) fue un cantante y compositor español que desarrolló su carrera en diversos grupos musicales, como Siniestro Total y Golpes Bajos, además de en solitario.

## Biografía

### Siniestro Total
A principios de 1980 formó junto con Miguel Costas a la guitarra y Julián Hernández a la batería el grupo amateur Coco y los del 1.500, en el que él hizo de vocalista. Entre finales de agosto y principios de septiembre de 1981 sus compañeros cambiaron el nombre de su otro grupo —que compartían con Alberto Torrado— Mari Cruz Soriano y los que Afinan su Piano por Siniestro Total, y ante la necesidad de un vocalista, disuelven Coco y los del 1.500 e incorporan la voz de Germán al nuevo grupo.
Entre otoño de 1981 y primavera de 1983 formó parte de Siniestro Total, con el que editó en junio de 1982 el EP Ayudando a los enfermos, en noviembre el LP ¿Cuándo se come aquí? y en febrero de 1983 el sencillo "Sexo chungo/Me pica un huevo".
En febrero de 1983 recibió un botellazo en la pierna mientras estaba actuando con Siniestro en la Sala Zeleste en Barcelona, lo cual le obligó a ingresar por unas semanas en el hospital, durante las cuales se planteó seriamente su continuidad en el grupo. Tras salir del hospital, contactó con su compañero del Colegio Nebrija en Vigo Teo Cardalda, con el que formó un dúo, en principio tan solo un pequeño proyecto paralelo a Siniestro Total, con el nombre de Golpes Bajos; de modo que compaginó su actividad en los dos grupos tocando de lunes a viernes en Siniestro y los fines de semana en Golpes, cuya actividad consistió al principio nada más que en grabar versiones de The Who.
Pero el momento decisivo llegó cuando con este último grupo envía algunas canciones para participar en el concurso de maquetas de la revista Rock Espezial (que actualmente se denomina Rockdelux) y ganaron el primer premio. Poco después y debido a este éxito, Golpes Bajos apareció en el programa La edad de oro de Televisión Española, presentado por Paloma Chamorro; Germán no dijo que también pertenecía a Siniestro Total, hecho que hizo que el resto de componentes del grupo se molestaran.
Así pues, Germán y Teo buscaron a dos instrumentistas más para su grupo; encontraron a Pablo Novoa y Luis García, y en abril de 1983 Germán abandonó definitivamente Siniestro Total.

### Golpes Bajos
Ya como vocalista de Golpes Bajos, a mediados de 1983 editó en Nuevos Medios un maxisingle con el mismo nombre del grupo, del cual consiguieron vender más de 20.000 copias, lo que hizo que llegara a intervenir en la película musical A tope, interpretando el tema de este maxisingle "Malos tiempos para la lírica", en la Sala Rock-Ola de Madrid. El 28 de junio de ese mismo año aparecen de nuevo en el programa La edad de oro, en el que conceden una entrevista, además de tocar dos temas del maxisingle y un tercero aún inédito, "Fiesta de los maniquíes".
Gracias al éxito de este primer trabajo, el grupo continuó con Nuevos Medios y editó un LP completo en 1984 con el nombre de A Santa Compaña, acompañado de los sencillos con las canciones "Escenas olvidadas" y "Fiesta de los maniquíes" y del maxi "Colecciono moscas". Además, realizaron un videoclip para el programa La Bola de Cristal del tema "Cena recalentada", y Germán colaboró en el disco de Alaska y Dinarama Deseo carnal. En cuanto a los galardones, recibieron el premio Ícaro al mejor grupo revelación de Diario 16 y el premio al mejor grupo del año 1984 otorgado por la sala Rock-Ola.
Ya a principios de 1985 Golpes Bajos sacó su tercer y último trabajo, de nuevo con la discográfica Nuevos Medios, un mini-LP titulado Devocionario, acompañado por los sencillos de los temas "La virgen loca" y "Desconocido". La gira de este disco finalizó en septiembre, en las Fiestas de la Merced, con un concierto en Barcelona en el que el grupo anunció públicamente su disolución.

### En solitario: hastaCarabás
Ya sin compromisos de grupo, Germán decidió tomarse unos meses de descanso durante el resto del año, hasta que en marzo de 1986 volvió a la escena musical en forma de reunión con Nacho Cano, con el que grabó el maxisingle "Edición limitada", presentado oficialmente en La 2 de Televisión Española el 12 de marzo de 1986, y gracias al cual recibió el premio al mejor solista del programa de Rafael Abitbol en Radio 3. Este maxisingle vino acompañado por los sencillos promocionales "Dame un chupito de amor" y "Pepito el Grillo".
Finalmente, en 1987 se decidió a grabar un disco en solitario, El ladrón de Bagdad, esta vez en Hispavox, producido por Luis Fernández Soria, que apareció junto con un sencillo ("Alien divino") y un maxisingle con los temas "Por una caperuza" y "Despierta, escuela". Este primer álbum en solitario se presentó en directo en las fiestas de San Isidro en Madrid, en las cuales interpretó también el tema inédito "Mi chiquitita", que era la versión de Millie Small "Poor Little Willie" de 1970.
En 1988 colaboró con Alaska y Dinarama en un rap para la revisión del tema "Bailando" y ya en 1989 grabó su segundo álbum en solitario, otra vez en Hispavox: Flechas negras, consistente en versiones de clásicos del soul de los setenta actualizadas por Germán y producidas por el grupo Rebeldes sin Pausa, junto con temas propios; todas las letras están firmadas por Germán Coppini, Pablo Sycet y Luis Carlos Esteban. Como sencillo promocional del nuevo disco se editó la canción "Mujer".
Durante la primera mitad de la década de los noventa Germán se mantuvo algo alejado del mercado musical, aunque participó esporádicamente en discos de otros artistas, como Salud y pesetas de Las manos de Orlac (en el que están su hermano Ernesto Coppini y Nacho Mastretta), en 1990. En 1994 colaboró en el disco homenaje a Antonio Vega Ese chico triste y solitario con una versión de la canción de Nacha Pop "Chica de ayer" interpretada por Los Cuatro Fantásticos de Germán Coppini, que incluyen a Pedro Andrea, Billy Villegas y Javier Marsán. En este mismo año colaboró con Paco Clavel en su disco Duets, cantando el tema "Contrabando y traición". Un poco más tarde cantó las canciones "El astronauta de tu corazón" y "Vuela, vuela, pajarito" en el primer disco de Tino di Geraldo: Burlerías. Durante todo este tiempo escribió canciones para series de dibujos animados y, por último, colaboró en la revista musical santanderina Bag Culture.
Además, en marzo de 1991 Nuevos Medios editó un CD doble con todos los temas grabados por Golpes Bajos durante su carrera, incluidos los contenidos en los maxisingles promocionales, que tuvo una muy buena acogida y se vendió muy bien.
Tras casi siete años de silencio, a principios de 1996 volvió a grabar un disco en solitario, de nuevo en Nuevos Medios, que salió en mayo con el título de Carabás, esta vez plagado de ritmos latinos y muy alejado del pop que ha estado grabando durante toda su carrera.

### En solitario: desdeCarabás
Tras el nuevo álbum, en 1997 intervino en los coros de la canción "Juncal" en el disco Carbono catorce del grupo Vainica Doble y a finales de ese mismo año Teo Cardalda y él volvieron a reunirse, al ver los esperanzadores resultados del doble CD publicado seis años antes, de modo que iniciaron una gira a nivel nacional que comenzó el 17 de marzo de 1998 en el Teatro Cervantes de Málaga con la presentación del nuevo disco en falso directo Vivo; pero al finalizar la gira y comprobar los discretos resultados comerciales del álbum, decidieron abandonar el proyecto.
En enero de 1999 Germán volvió a su actividad normal de colaboración en discos de otros artistas e interviene en la canción "Coplillas de la mitómana" de Vainica Doble, en su EP "Miss Labores", que es editado en la primavera de este año. Y justo antes de comenzar el verano puso letra a la canción "Amor garantizado" del disco Castaña de Tomasito.
Tras dos años de inactividad, el 15 de noviembre de 2001 participó en la fiesta organizada por Pepe Corral de December Producciones, para celebrar el aniversario de la Sala Pentagrama, más conocida como El Penta donde cantó, junto con Julián Hernández, compañero suyo en los primeros tiempos de Siniestro, a la guitarra, el tema Ayatolah!, del primer EP de dicho grupo, que más tarde fue publicado en el disco del aniversario de la Sala Pentagrama.
En 2002, y para celebrar su vigésimo aniversario, Nuevos Medios reeditó en formato Digipack el único LP de Golpes Bajos, A Santa Compaña, totalmente remasterizado y en edición de coleccionista, con material gráfico inédito. En 2003 Germán colaboró con Tino di Geraldo en la canción "Ojalá" de su último disco, titulado Tino. Entre los años 2003 y 2004 Televisión Española publicó una serie de DVD con emisiones del programa La bola de cristal, entre los que se encontraban videoclips tanto de Golpes Bajos como de Germán Coppini en solitario. En este último año también se dedicó a la pintura, y algunos de sus cuadros pueden ser vistos en la exposición Los colores de la música, en el que diversos músicos muestran sus dibujos.
A finales de verano de 2003 formó un nuevo grupo, con el nombre de Anónimos, junto con Patacho Recio, Juan Jaren, Carlos Rodríguez y Ñete; participó en los actos de conmemoración del vigésimo aniversario de la revista Rockdelux el 23 de noviembre, y colaboró escribiendo las letras y prestando su voz en el primer disco de Susana Cáncer, Yonolosé.
En 2006, en el mes de junio, editó un nuevo álbum, en esta ocasión de rarezas, llamado "Las Canciones Del Limbo". Son temas grabados desde 1999 hasta 2004 inclusive y que no vieron la luz por diversos motivos. Destacan las colaboraciones con Andrés del Val -Qun Qún-, Danny Van Der Lay, Jorge Mira, Susana Cáncer, con la que colaboró en tres temas de su último álbum, y algunos temas de un proyecto desconocido llamado "Glub" con Raúl Marín, Billy Villegas y Ludovico Vagnone. Incluyó canciones con Justo Bagüeste o Tino Di Geraldo, así como una versión de Franco Battiato "Centro De Gravedad". 
En 2004 retomó la formación Anónimos junto con Patacho Recio y el batería Carlos Hens de Los Elegantes, hermano de la cantante de Objetivo Birmania, Yolanda Hens.
En abril de 2006 colaboró en el tercer disco homónimo del trío sevillano Maga, en el tema "Trampa En La Boca". Durante 2007, Coppini dio una serie de conciertos con Maga como banda de acompañamiento, bajo el nombre común de Cocoma, con un repertorio basado fundamentalmente en el repertorio de Golpes Bajos y algunos temas de Siniestro Total.
Paralelamente, Germán Coppini preparó durante 2007 un nuevo proyecto, Lemuripop, junto con el artista multimedia Alex Brujas (Programador y Dj del New Order Club) y componente de otros proyectos como el grupo dark "Stereoskop" (junto con Susana Egea), y Mask. En 2012 y tras cuatro años de silencio, regresó nuevamente con Lemuripop, con el álbum "Todas las pérdidas crean nudos". Y también, a finales de 2012, editó la colección "Huellas de una voz" en su primer volumen. Donde se recogieron sus dos primeros álbumes en solitario, totalmente remasterizados "El Ladrón de Bagdad" y "Flechas Negras", ambos con contenido inédito.
En verano de 2013 vuelve en solitario tras 17 años, publicando el LP "América Herida" (Lemuria Music, 2013).
Para el año 2014 tenía previsto lanzar un disco y hacer una gira formando parte de la banda malagueña Néctar. Este disco fue grabado en los Estudios Ática de Málaga en 2013. Finalmente el álbum fue publicado en abril de 2014, de nuevo por el sello Lemuria Music, convirtiéndose en el disco póstumo del artista.

### Fallecimiento
Germán Coppini padecía un cáncer de hígado que acabó con él el 24 de diciembre de 2013 a los 52 años de edad, tal y como publicó en Facebook su compañero en Siniestro Total, Miguel Costas. Fue incinerado dos días después en el Cementerio de la Almudena, Madrid.

## Carrera política e ideología
Coppini era comunista y republicano. Fue militante del Partido Comunista de España (m-l). En 1983, durante una actuación de Siniestro Total en el programa Musical Express, se puede ver a Coppini portando una camiseta con los logos de las Brigadas Rojas y la Fracción del Ejército Rojo. En 2009, durante un concierto en Ferrol en el que versionaba temas de Golpes Bajos, Coppini exclamo: "Me gusta la zanfoña, suena a Galicia, ¡Galicia Ceibe y marxista-leninista!" En las elecciones generales de 2011 se presentó en tercer lugar en la lista del partido " Federación Republicanos" al Congreso de los Diputados por Madrid. Ese mismo año también se unió a una manifestación en repulsa a la Intervención militar en Libia.

## Discografía

### ConSiniestro Total
- Ayudando a los enfermos (EP) (DRO, 1981)
- ¿Cuándo se come aquí? (DRO, 1982)
- "Sexo chungo / Me pica un huevo" (sencillo) (DRO, 1983)

### ConGolpes Bajos
- "Golpes bajos" (maxisingle) (Nuevos Medios, 1983)
- "Fiesta de los maniquíes + Hansel y Gretel" (sencillo) (Nuevos Medios)
- "Escenas olvidadas + Cena recalentada" (sencillo) (Nuevos Medios)
- A santa compaña (Nuevos Medios, 1984)
- "Colecciono moscas" (Maxisingle)(Nuevos Medios)
- Devocionario (mini-LP) (Nuevos Medios, 1985)
- "La virgen loca + Las travesuras de Till" (sencillo) (Nuevos Medios)
- "Desconocido + Ayes" (sencillo) (Nuevos Medios)
- Todas sus grabaciones 1983/1985 (recopilación de todos sus temas en CD) (Nuevos Medios, 1991)
- Vivo (Nuevos Medios, 1998)

### ConNacho Cano
- Edición Limitada (EP) (1986)

### En solitario
- El ladrón de Bagdad (Hispavox, 1987)
- Flechas negras (Hispavox, 1989)
- Carabás (Nuevos Medios, 1996)
- Las canciones del limbo (La Ecléctica Madrileña / Nuevos Medios, 2006)
- Huellas de una voz (Volumen 1) (Lemuria Music, 2012)
- América herida (Lemuria Music, 2013)
- Semper Audax (Lemuria Music, 2014)
- Quimera (Lemuria Music, 2016)

### Con Anónimos
- Anónimos (CD) (2005)

### Con Lemuripop
- Primo tempo (CD) (Warner, 2008)
- Todas las pérdidas crean nudos (CD) (Lemuria Music, 2012) ambos producidos por Alex Brujas en el que fue su último gran proyecto, que incluyó gira, Vídeo clips y un inolvidable Concierto en Radio3.

### Con Néctar
- Néctar (Vinilo + CD) (Lemuria Music, 2014)